# Тагайна
Тагайна (каз. Тағайна) — село в Толебийском районе Туркестанской области Казахстана. Входит в состав сельского округа Биринши. Код КАТО — 515839800.

## Население
В 1999 году население села составляло 839 человек (419 мужчин и 420 женщин). По данным переписи 2009 года, в селе проживали 1133 человека (552 мужчины и 581 женщина).